# Tetragonales Kristallsystem

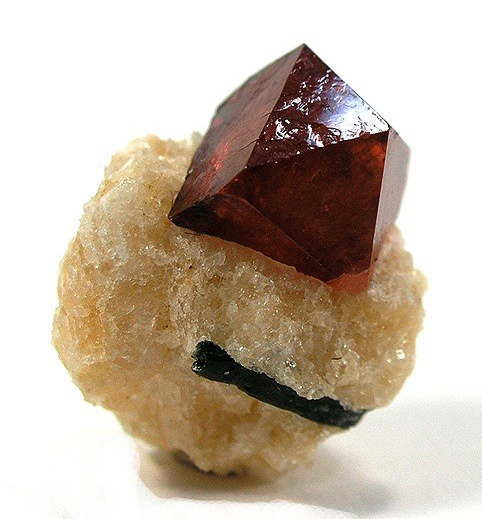
Roter Zirkon (Größe: 1,0 cm) aus Gilgit, Pakistan

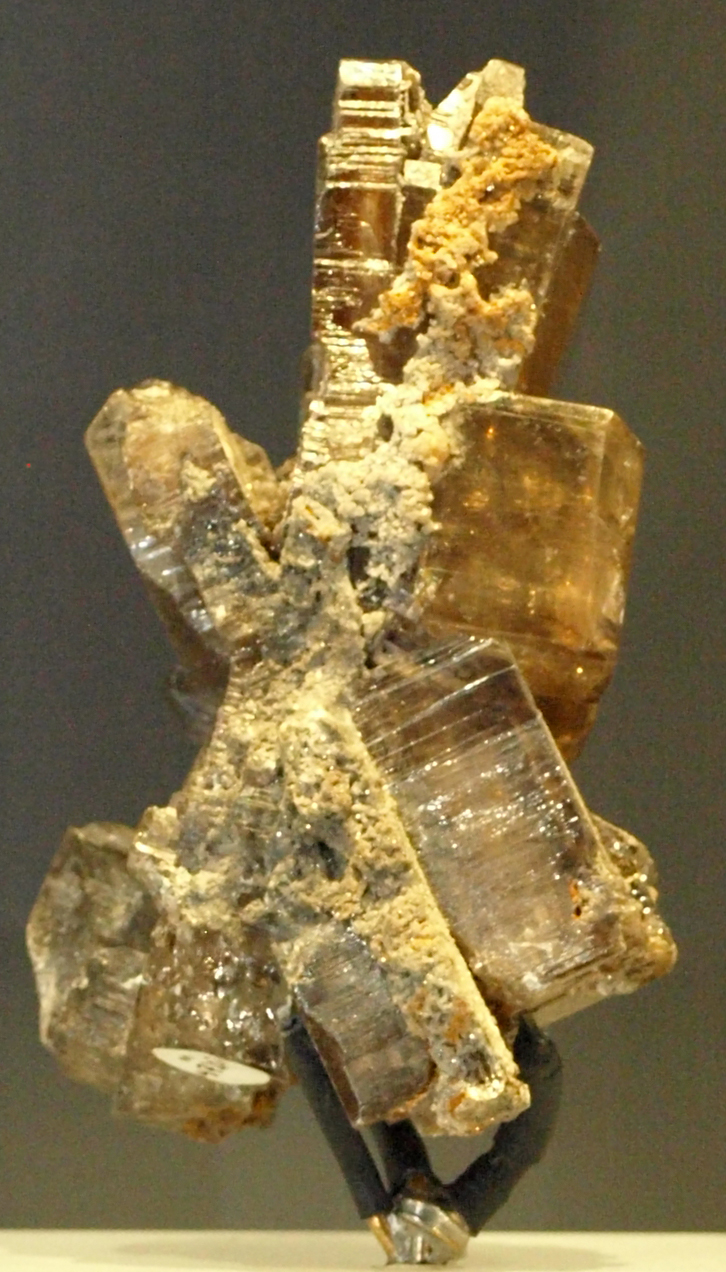
Phosgenit, ausgestellt im Royal Ontario Museum

Das Tetragonale Kristallsystem gehört zu den sieben Kristallsystemen in der Kristallographie. Es umfasst alle Punktgruppen, die in genau einer Richtung eine vierzählige Dreh- oder Drehinversionsachse besitzen.

## Punktgruppen
Das tetragonale Kristallsystem umfasst die Punktgruppen {\displaystyle \ 4,\,{\bar {4}},\,4/m,\,422,\,4mm,\,{\bar {4}}2m} und {\displaystyle \ 4/mmm}. Sie bilden die tetragonale Kristallfamilie und können mit dem tetragonalen Gittersystem beschrieben werden.

## Gittersystem
Das tetragonale Gittersystem hat die Holoedrie {\displaystyle \ 4/mmm}.
Analog zu den anderen wirteligen Kristallsystemen wird die vierzählige Achse in die Richtung der c-Gitterachse gelegt. Wie im monoklinen liegen die beiden anderen Richtungen senkrecht zur c-Achse und müssen – aufgrund der Vierzähligkeit der c-Achse – darüber hinaus auch gleiche Länge besitzen und senkrecht zueinander stehen. Daher gibt es in diesem Kristallsystem nur die beiden Gitterkonstanten a und c und es ergeben sich folgende Bedingungen: 
- {\displaystyle a\ =b\ \neq \ c\ }
- {\displaystyle \alpha \ =\beta \ =\gamma \ =90^{\circ }}

## Bravaisgitter

Tetragonal primitives Gitter: tP
Tetragonal innenzentriertes Gitter: tI

Im tetragonalen Kristallsystem gibt es zwei Bravaisgitter, das primitive und das innenzentrierte. Das flächenzentrierte Bravaisgitter entspricht nicht der Standardaufstellung, da diese Gitter immer durch ein innenzentriertes Gitter mit halb so großer Elementarzelle beschrieben werden kann. Man erhält das innenzentrierte Gitter aus dem flächenzentrierten, indem man die a-Achsen um 45° um die c-Achse dreht und um den Faktor {\displaystyle {\frac {1}{\sqrt {2}}}} verkleinert.

## Punktgruppen im tetragonalen Kristallsystem und ihre physikalischen Eigenschaften
Zur Beschreibung der tetragonalen Kristallklassen in Hermann-Mauguin-Symbolik werden die Symmetrieoperationen bezüglich vorgegebener Richtungen (Blickrichtungen) im Gittersystem angegeben. Die Blickrichtung des ersten Symbols ist die c-Achse (<001>), des zweiten Symbols die a-Achse (<100>) und des dritten Symbols die Flächendiagonale der c-Fläche (<110>).
Charakteristisch für die tetragonalen Raumgruppen ist eine 4 (4) an erster Stelle, aber keine 3 (3) an der zweiten Stelle des Raumgruppensymbols. 
| Punktgruppe (Kristallklasse) | Punktgruppe (Kristallklasse) | Punktgruppe (Kristallklasse) | Punktgruppe (Kristallklasse) | Punktgruppe (Kristallklasse)             | Punktgruppe (Kristallklasse)             | Punktgruppe (Kristallklasse) | Punktgruppe (Kristallklasse) | Physikalische Eigenschaften | Physikalische Eigenschaften | Physikalische Eigenschaften | Physikalische Eigenschaften   | Beispiele               |
| Nr.                          | Kristallsystem               | Name                         | Schoenflies-Symbol           | Internationales Symbol (Hermann-Mauguin) | Internationales Symbol (Hermann-Mauguin) | Laueklasse                   | Zugehörige Raumgruppen (Nr.) | Enantiomorphie              | Optische Aktivität          | Pyroelektrizität            | Piezoelektrizität; SHG-Effekt | Beispiele               |
| Nr.                          | Kristallsystem               | Name                         | Schoenflies-Symbol           | Voll                                     | Kurz                                     | Laueklasse                   | Zugehörige Raumgruppen (Nr.) | Enantiomorphie              | Optische Aktivität          | Pyroelektrizität            | Piezoelektrizität; SHG-Effekt | Beispiele               |
| ---------------------------- | ---------------------------- | ---------------------------- | ---------------------------- | ---------------------------------------- | ---------------------------------------- | ---------------------------- | ---------------------------- | --------------------------- | --------------------------- | --------------------------- | ----------------------------- | ----------------------- |
| 9                            | tetragonal                   | tetragonal-pyramidal         | C4                           | 4                                        | 4                                        | 4/m                          | 75–80                        | +                           | +                           | + [001]                     | +                             | Pinnoit Percleveit‑(Ce) |
| 10                           | tetragonal                   | tetragonal-disphenoidisch    | S4                           | 4                                        | 4                                        | 4/m                          | 81–82                        | –                           | +                           | –                           | +                             | Schreibersit Cahnit     |
| 11                           | tetragonal                   | tetragonal-dipyramidal       | C4h                          | 4/m                                      | 4/m                                      | 4/m                          | 83–88                        | –                           | –                           | –                           | –                             | Scheelit Baotit         |
| 12                           | tetragonal                   | tetragonal-trapezoedrisch    | D4                           | 422                                      | 422                                      | 4/mmm                        | 89–98                        | +                           | +                           | –                           | +                             | Cristobalit Maucherit   |
| 13                           | tetragonal                   | ditetragonal-pyramidal       | C4v                          | 4mm                                      | 4mm                                      | 4/mmm                        | 99–110                       | –                           | –                           | + [001]                     | +                             | Lenait Diaboleit        |
| 14                           | tetragonal                   | tetragonal-skalenoedrisch    | D2d (Vd)                     | 42m bzw. 4m2                             | 42m                                      | 4/mmm                        | 111–122                      | –                           | +                           | –                           | +                             | Chalkopyrit Stannit     |
| 15                           | tetragonal                   | ditetragonal-dipyramidal     | D4h                          | 4/m2/m2/m                                | 4/mmm                                    | 4/mmm                        | 123–142                      | –                           | –                           | –                           | –                             | Rutil Zirkon            |
| 1.                           |                              |                              |                              |                                          |                                          |                              |                              |                             |                             |                             |                               |                         |

Weitere tetragonal kristallisierende chemische Stoffe siehe Kategorie:Tetragonales Kristallsystem